# فصائل السلام (فلسطين الانتدابية)

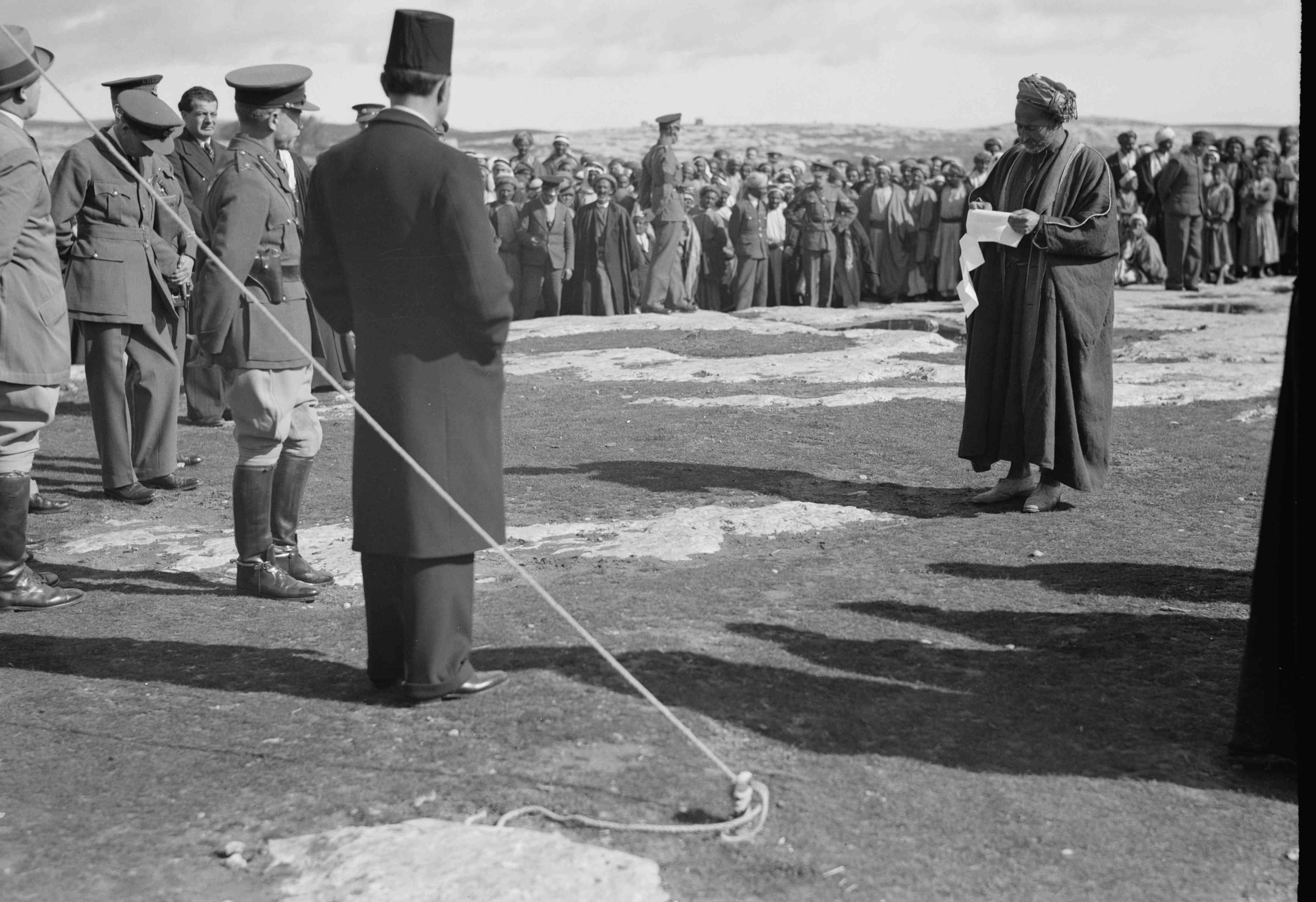
فلاح من يطا يقرأ ورقة دعائية أعدها فخري النشاشيبي

فصائل السلام الفلسطينية، قوة عسكرية فلسطينية أسست في النصف الثاني من عام 1938 على يد معارضي قيادة أمين الحسيني، من عناصر فلسطينية لملاحقة فلول ثورة 1936-1939 والقضاء عليها. جمعت هذه القوات في مكوناتها خصوم الثورة، والمتضررين منها، والمُستفيدين من الاحتلال البريطاني اقتصاديًا وسياسيًا واجتماعيًا، وحرصت على استقطاب كُل من وقع عليه عقاب فصائل الثورة خلال السنوات التي سبقت ذلك.

## الجذور
ثار العرب الفلسطينيون في فلسطين الانتدابية ضد الإدارة البريطانية للولاية الفلسطينية، والمطالبة بالاستقلال، وإنهاء سياسة الهجرة اليهودية المفتوحة، وشراء الأراضي، والهدف المعلن المتمثل في إنشاء «بيت وطني يهودي». تأثرت المعارضة مباشرة بالتمرد القسامي، بعد استشهاد الشيخ عز الدين القسام في عام 1935، وكذلك إعلان الحاج أمين الحسيني 16 مايو 1936 باعتباره «يوم فلسطين» ودعوته إلى إضراب عام. اعتبر الصهاينة أن الثورة «غير أخلاقية وإرهابية»، وقارنها بعضهم بالفاشية والنازية. غير أن بن غوريون وصف الأسباب العربية بأنها تخشى من تنامي السلطة الاقتصادية اليهودية، ومعارضة الهجرة الجماعية اليهودية، والخوف من التماهي الإنجليزي مع الصهيونية.
عملت القوات البرطانية على سحق هذه الثورة عن طريق نشر القوات الثقيلة علاوة على العقوبات القانونية والعنف الرسمي وغير الرسمي والتعذيب والعقوبات الجماعية والحجز الجماعي والعمل الدبلوماسي. كما دعم الجيش البريطاني والحكومة الاستعمارية اليهود المحليين والفلسطينيين المتعاونين لتشتيت الثوار وهزيمتهم.
نتيجة للانشقاقات الداخلية، والارتباطات السياسية والاقتصادية بين اولئك العرب الداعمين للحكومة، وقيام سلطة الانتداب البريطاني بحل اللجنة العربية العليا، نَشَأت فصائل السلام.

## نشاة فصائل السلام الفلسطينية

فخري النشاشيبي

كانت نشأة فصائل السلام تجسيداً لاتفاق تم بين الإنجليز وفخري النشاشيبي (الذي كان أحد القادة البارزين المنظمين للإضراب في المدن الفلسطينية عام 1936) وفخري عبد الهادي (الذي كان، نائباً لفوزي القاوقجي في بداية الثورة وقائد الفصيل الفلسطيني في قوات المتطوعين) على أن يقوم فخري عبد الهادي بموجب هذا الاتفاق بمحاربة فصائل الثورة والتعاون مع البريطانيين على قمعها، في حين يقوم فخري النشاشيبي بالتعبئة الشعبية لهذه الفصائل.
نتيجة للعقوبات الصارمة التي فرضتها الفصائل المشاركة في الثورة ضد المتعاونين مع سلطات الانتداب البريطاني والصهاينة، التي وصلت في بعض الاحيان إلى إعدام المتعاونين، انضمت إلى هذه الحركة عائلات فقدت أبناء لها، أو اختلفت مع فصائل الثورة الثائرة على امر ما. كما لعبت الولاءات العائلية والعشائرية لقطبي السياسة الفلسطينية آنذاك (الحسيني والنشاشيبي) دورا مهما، كما أجبرت حاجة الكثيرين للبقاء أحياء خلال السنوات القاسية من الحملة البريطانية على التعاون بطريقة ما.
نظّم فخري النشاشيبي اجتماعات شعبية عامة تدعم «فصائل السلام» وتمنحها غطاءا سياسيا. وقد كان أهم هذه الاجتماعات ذلك الاجتماع الذي نظمه في بيته في أيلول 1938 واجتماع آخر نظمه في قرية يطا في قضاء الخليل في كانون الأول عام 1938 بحضور الجنرال البريطاني أوكونور القائد العسكري العام لمنطقة المركز.
وإلى جانب ذلك، أشرف تيغارت على تسليح «فصائل السلام»، وتوفير الغطاء الأمني والإمداد العسكري لها في مواجهة فصائل الثورة والمنتمين لها في الأرياف، ما صعب من مهمة الثوار الذين باتوا في مواجهة عدو جديد كان في الماضي شريكا في الثورة، يعرف أسرارها ومكامن ضعفها، وعلى معرفة بجغرافية البلاد وأهلها.
تتشابه فصائل السلام مع التكتيكات البريطانية في مواجهة الثورات في المستعمرات، في «تحويل» جزء من المتمردين إلى قوات «موالية»، غير نظامية، مستنسخة أو تشبه المتمردين بطريقة ما، وعادة ما تكون غريبة ومؤقتة، وغالبا ما تندمج في تعاون مباشر، وغير متبلور في جمع المعلومات الاستخباراتية وزرع الفتنة داخل صفوف المتمردين.

## ما حققته فصائل السلام الفلسطينية
عمل عبد الهادي بحكم نفوذه وعلاقاته بقادة الثورة في مراحلها الأولى على تجنيد عدة فصائل معه، وارتكبت فصائله جرائم كبيرة بحق الثورة والمنتسبين لها، وفتح باب الثأر والانتقام، وأدخل البلاد في حرب داخلية.
على اثر مطاردة مقاتلي النشاشيبي للثوار الفلسطينيين تم قتل عبد الفتاح على يد أحد اتباع النشاشيبي في كهف يقع بين المزرعة الشرقية وخربة أبو فلاح صباح يوم الأحد الماضي وفقا لتقرير وحدة الحرب  ووفقا لأحد التقارير العربية التي تم الاستيلاء عليها، قامت فصائل السلام «بتطهير» حيفا من الثوار كما انضمت الشرطة في فلسطين إلى وحدات الجيش لدعم عمليات فرق فصائل السلام وسرعان ما لاحظت الشرطة في جنين الانقسام في صفوف العرب، فسارعت بإرسال فصيلة من فوج الحدود إلى عرابة، قرية عبد الهادي، لدعمه: «كم كان ناجحا جدا، أن تقرر السلطات نشر الفوج بأكمله القرية»
كانت فصائل السلام مرنة في عملها وسريعة الحركة، واستخدمت في عملها أساليب المتمردين، ومكافحة العنف بالعنف بطريقة لم تستطيع القوات الحكومية القيام بها بسهولة أو بشكل واضح، حيث لقب عبد الهادي بـ«الجزار» لصرامته قامت وحدات فصائل السلام بتحطيم الثوار - أو «المتمردين المحترفين» كما يقول البريطانيون – ولكن لم ينجح متعاونوا فصائل السلام في ميل الحرب لصالح البريطانيين ولكنهم ساعدوا السلطات من خلال مفاقمة النزاعات السابقة وتفشي اللصوصية في الريف الفلسطيني، مما أدى إلى تشتيت أعداء بريطانيا، وتشجيع التعاون معهم، والعمل كقوة لزيادة المشاكل والتفرقة وعدم الثقة بين الفلسطينيين. إن تكرار فصائل السلام وتغيير شكلها والإخفاء والتمويه ليس إلا جزء من القصة الأوسع للقمع الاستعماري والتسوية والمقاومة التي اتسعت إلى أشكال صغير لحروب نهاية الإمبراطورية بعد العام 1945. كما عملت على معاقبة الفلاحين الذي عول عليهم المتمردون في تأمين الدعم لهم، بوضعهم تحت المراقبة، وإرباكهم، وجعلهم يختاروا بين الأطراف، ودفعهم بعيدا عن التمرد. وكان لهذا اثر كبير حيث اختار البعض الوقوف إلى جانب الحكومة.
بدأت الثورة تضعف أمام هذه الحالة الخطيرة، وحققت «فصائل السلام» نجاحاتٍ على الأرض، ما دفع خصوم الثورة لأخذ زمام المبادرة؛ والبحث عن خصومهم ممن انتسبوا للثورة طوال السنوات الثلاث، فقُتل القائد العام للثورة عبد الرحيم الحاج محمد في قرية صانور خلال آذار- مارس 1939، وبدأت عمليات الملاحقة والاغتيال تتوالى تباعًا، حتى تمكنت القوات البريطانية و«فصائل السلام» من القضاء على الثورة الكبرى نهائيًا، وقد سُجلت آخر معركةٍ للثورة في أم الفحم بتاريخ 17 كانون الأول- ديسمبر 1939.

## نهاية فصائل السلام الفلسطينية
سارعت بريطانيا في منتصف عام 1939 إلى حل الفصائل وقطع علاقاتها مع قادة هذه الفصائل خاصة فخري النشاشيبي وفخري عبد الهادي الذين طالبتهما بجمع الأسلحة التي تسلماها منها وتجميد كل نشاط لهما في هذا المجال.
وقد عبر المندوب السامي مكمايكل عن هذا الانعطاف بالسياسة البريطانية، في رسالة بعثها لوزير المستعمرات في لندن جاء فيها: «في هذه الأيام هناك مصالحة بيننا وبين قيادة الحركة الوطنية الفلسطينية ومن المؤسف أن تشوش هذه العملية الصحية من قبل حملة غير مسؤولة يثيرها رجال حزب الدفاع وعلى رأسهم فخري النشاشيبي. مما لا شك فيه أن (الجنتلمان) ساعدنا بشكل معين وذلك عندما شجع تسليم المعلومات والسلاح للسلطات. ولكن هذا جعل النشاشيبيين يبتلعون اليد كلها بعد أن أعطتهم السلطات إصبعاً واحداً، وذلك عندما استغلوا أفضلية وضعهم لخدمة مصالحهم الشخصية أكثر من خدمة مصالح الحكومة، وبذلك أصابوا بالضرر سمعتهم وشعبيتهم كزعماء وطنيين وسمعة الحكومة التي اعتبرت المسؤولة الوحيدة عن أعمالهم».
انتهت ثورة فلسطين الكبرى، ولاحقًا قتل فخري النشاشيبي أمام فندق سميراميس في بغداد في 9 تشرين الثاني 1941، على أيدي أنصار أمين الحسيني، وتشير مصادر إلى أن القائد الفلسطيني عارف عبد الرازق هو من أصدر الأمر باغتياله بتهمة الخيانة. دفن في مقبرة باب الساهرة في القدس. كما قتل فخري عبد الهادي في 13 نيسان 1943 على خلفية نزاع داخل العائلة، وفي أثناء حفل زفاف إبنه شوقي وبحضور القائد العسكري البريطاني في جنين قام أحد اقربائه برفع مسدسه على أنه يريد الإحتفاء بهذا العرس لكنه وجه الرصاص نحو صدر فخري عبد الهادي وقتله على الفور.